# Ninó de Georgia
Ninó (en georgiano: წმინდა ნინო, Ts'minda Nino; en griego: Άγιη Νίνω, Hágiē Nínō;, en armenio: սուրբ Նունե կույս surb Nune kuis), también conocida como Cristiana, Nina, Ninón o Ninny (280-338 o 340), isoapóstola (igual a los apóstoles), fue una mujer que predicó e introdujo el cristianismo en Georgia. Nació en la villa de Colastres en Capadocia. Es considerada una sobrina de San Jorge.
Se ha convertido en una de las santas más veneradas de la Iglesia Ortodoxa de Georgia y su atributo, una cruz de Santa Ninó, es un símbolo del cristianismo georgiano.
Nació, según la literatura hagiográfica ortodoxa oriental, en el año 280 en la ciudad de Kolastry en Capadocia; su padre Zabulón sería un hermano del gran mártir San Jorge; la madre de Susana era la hermana del patriarca de Jerusalén.
Según la leyenda, fue a Iberia (el antiguo nombre de Georgia) para buscar la Santa Túnica de Jesús. Su maestra Nianfora le dijo que la Túnica había sido llevada de Jerusalén a Mtsjeta, un pueblo cerca de la actual Tbilisi. Pero el objetivo principal, que según ella le confió la Virgen María, era la evangelización de Iberia. Ninó quería ir al país de la túnica para encontrar la tumba de Sidonia, que fue enterrada con la túnica, venerar la túnica y luego dedicarse a la predicación del Evangelio a los habitantes de Iberia. Según la leyenda, Dios se apareció a Ninó y la bendijo para esta obra sagrada, y la Virgen María milagrosamente le entregó una cruz de sarmiento de uva.
Según las crónicas "Vida de Santa Ninó", en el año 295 d. C. Santa Ninó, Hripsimé y otras 38 chicas cristianas escaparon de la persecución del emperador romano Diocleciano. Cuando llegaron al territorio de Armenia, el rey armenio Tiridates recibió una carta de Diocleciano, que hablaba de las fugitivas y la belleza inusual de Hripsimé. El Rey de Armenia decidió capturarlas a todas, pero fue rechazado y entonces ordenó matar a todas las jóvenes. Solo Santa Ninó logró escapar y solo ella siguió su camino hacia Iberia. Poco después de estos acontecimientos, el rey armenio se puso muy enfermo. Fue curado por Gregorio el Iluminador, y entonces creyó en el poder de la fe cristiana. Fue bautizado, ordenó bautizar a la gente y declaró el cristianismo la religión oficial de Armenia (en el año 301).
Los sermones de Santa Ninó llevaron el conocimiento de Cristo a toda Georgia.
Murió en el año 335. Está enterrada en el convento Bodbe en Kajetia (Georgia).